# Elverhøj
Elverhøj (dänisch für Elfenhügel) ist eine Komödie des dänischen Dramatikers Johan Ludvig Heiberg mit Musik von Friedrich Kuhlau. Es gilt als das dänische Nationalschauspiel.

## Geschichte

### Entstehung und Plot
Elverhøj wurde im Auftrag von König Friedrich VI. geschrieben. Anlass war die Hochzeit seiner jüngsten Tochter Wilhelmine Marie und des Prinzen Friedrich Karl Christian (später Frederik VII.) am 1. November 1828. Die Erstaufführung von Elverhøj fand fünf Tage später, am 6. November statt.
Heiberg schlug vor, den Plot auf der Sage des Klippen- und Elfenkönigs von Stevns und einer Geschichte über vertauschte Kinder aufzubauen. König Christian IV. fungiert als eine Art Detektiv, der den tatsächlichen Zusammenhang des Falles enthüllt.
Elverhøj ist ein typisches Beispiel für die Nationalromantik.

### Musik
Das Stück enthält Texte und Melodien von zwei traditionellen Balladen über den Elfenkönig, nämlich Elverhøj (Nr. 46B in Danmarks gamle Folkeviser – DgF) beginnend mit Jeg lagde mit hoved til Elverhøj (Ich bettete mein Haupt auf den Elfenhügel) and Elveskud (DgF 47B) beginnend mit Herr Oluf han rider saa vide (Herr Oluf ritt so weit). Diese Balladen waren 1812 in Werner Abrahamsons Sammlung mittelalterlicher dänischer Weisen (Udvalgte Danske Viser fra Middelalderen) erschienen.

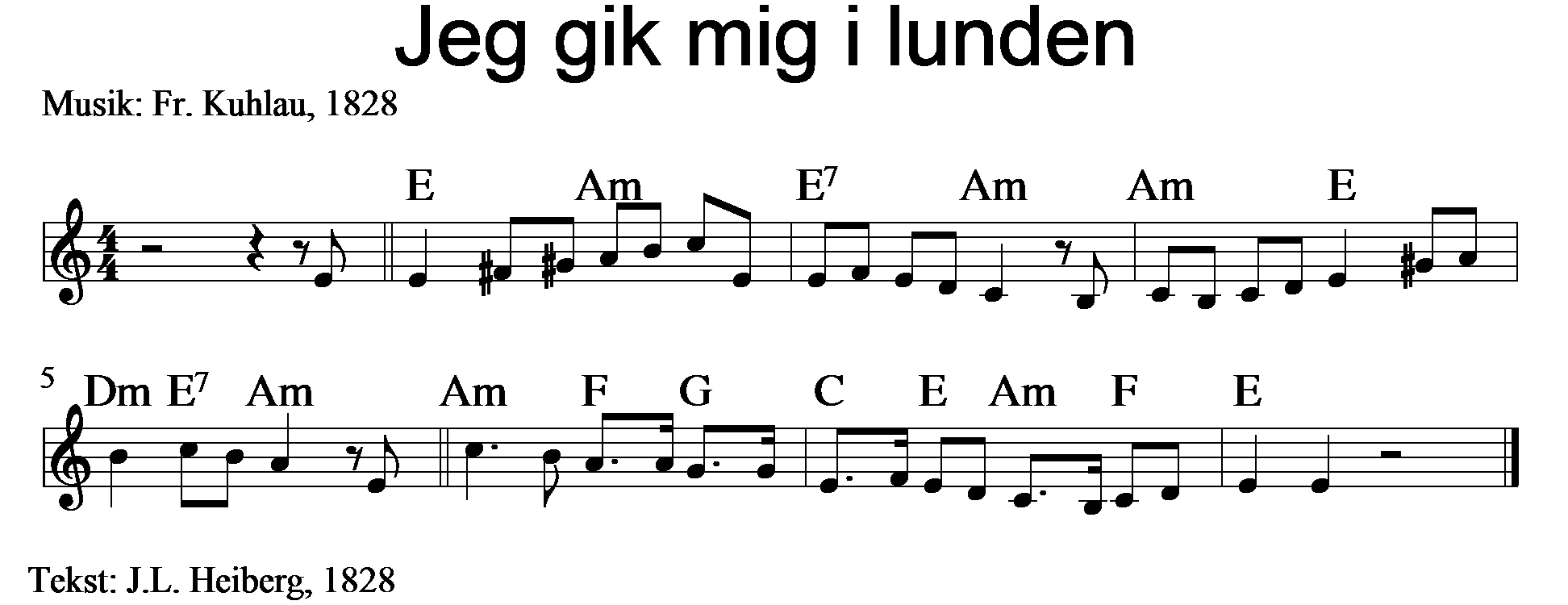
Noten von „Jeg gik mig i Lunden“

Teil des Werks ist auch der Titel „Kong Christian stod ved højen mast“, der zur königlichen Hymne des dänischen Königshauses wurde.

### Rezeption
Das Stück wurde ein großer Erfolg. Heiberg wurde mit 665 Reichstalern und einer Festanstellung am Königlichen Theater  belohnt. Kuhlau erhielt 400 Reichstaler Honorar und einen Professorentitel.
Das Stück wurde inzwischen über 1000 Mal im Königlichen Theater aufgeführt und  wiederholt verfilmt. Das erste Mal im Jahr 1910 (als Stummfilm), als Tonfilm 1917 und noch einmal im Jahr 1939.
Elverhøj zieht in Dänemark selbst heute noch ein Publikum an. In Kopenhagen ist es traditionell die erste Aufführung, die Kinder im Königlichen Theater zu sehen bekommen.

## Trivia
In dem Film Die Olsenbande sieht rot bricht die Bande während einer Aufführung von Elverhøj in das Königliche Theater ein. Während oben das Orchester die Ouvertüre spielt, arbeitet sich die Olsenbande im Takt mit der opulenten Musik mit Werkzeug, Presslufthammer und Dynamit durch Wände im Backstagebereich.